# Egbert Onsta
Egbert Onsta (? -  Middelstum, 20 augustus 1476) was een priester van de Sint-Hippolytuskerk in de Groninger plaats Middelstum.

## Leven en werk
Onsta was de tweede priester van de in 1445 herbouwde Sint-Hippolytuskerk van Middelstum. Hij was rijk begiftigd met inkomsten uit landerijen, die geschonken waren aan de kerk door de stichter en kerkheer, Onno van Ewsum. Nadat Onsta zo oud was geworden, dat hij zijn functie niet meer kon vervullen werd hij benoemd tot vicaris en kreeg hij een vergoeding van het Onze Lieve Vrouwealtaar. Na zijn overlijden in 1476 werd hij vlak bij dit altaar begraven. In een nis in de muur achter het altaar werd een epitaaf aangebracht, waarop hij staat afgebeeld knielend voor Maria met kind. Achter hem staan vermoedelijk afgebeeld Onno van Ewsum of Sint-Egbertus en Hippolytus. De afgebeelde hoofden zijn niet origineel, bij de beeldenstorm werden ze vernield. In 1876 werden er nieuwe hoofden geplaatst en in 1987 werden de kleuren aangebracht. Onsta overleed op de 20 augustus 1746, de naamdag van Sint-Bernardus.

De tekst op het epitaaf luidt (vertaald):
Kijk neer, gij die voorbijgaat, op het graf van heer Egbert Onsta, die onze goede pastoor was; zwak en oud legde hij vrijwillig dit ambt neer; prebendaris geworden van het altaar van de Maagd hier, overleed hij in het jaar 1476, wanneer het volk de feestdag van Bernardus viert.

## Literatuur

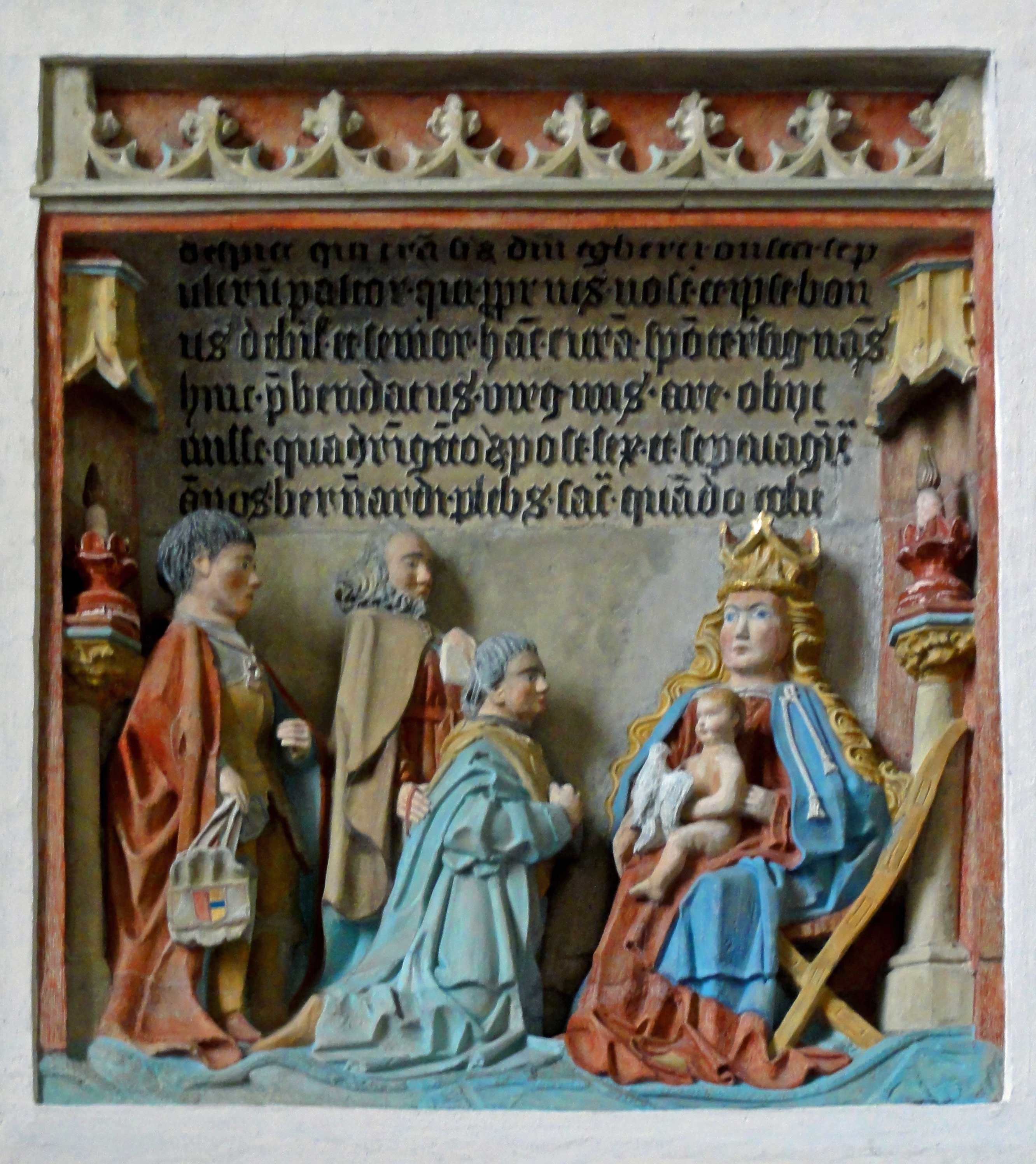
Epitaaf voor Egbert Onsta in de Sint-Hippolytuskerk te Middelstum